# نوک‌درازها
نوک‌درازهای خمیده (نام علمی: Toxorhamphus) نام یک سرده از تیره شاه‌توت‌کوبان است.

## گونه‌ها
- نوک‌دراز شکم‌زرد (Toxorhamphus novaeguineae)
- نوک‌دراز سرتوسی (Toxorhamphus poliopterus)